# Mecodina
Mecodina is een geslacht van vlinders van de familie spinneruilen (Erebidae).

## Soorten
- M. aequilinea Hampson, 1926
- M. africana (Holland, 1894)
- M. agrestis Swinhoe, 1890
- M. albodentata Swinhoe, 1895
- M. albopunctata Bethune-Baker, 1906
- M. analis Swinhoe, 1890
- M. anceps Mabille, 1879
- M. apicia Hampson, 1926
- M. asbolaea Lower, 1903
- M. barnardi Lucas, 1894
- M. bisignata Walker, 1865
- M. cataloxia Viette, 1958
- M. ceruleosparsa Hampson, 1907
- M. costanotata Wileman & West, 1929
- M. cyanodonta Hampson, 1902
- M. chionopasta Hampson, 1926
- M. diastriga Hampson, 1926
- M. hybrida Prout, 1926
- M. imperatrix (Holland, 1894)
- M. inconspicua Wileman, 1916
- M. karapinensis Strand, 1920
- M. lenceola Guenée, 1852

- M. leucosticta Hampson, 1926
- M. mesogramma Meyrick
- M. metagrapta Hampson, 1926
- M. nigripuncta Hampson, 1926
- M. novoguineana Bethune-Baker, 1906
- M. ochrigrapta Hampson, 1926
- M. odontophora Swinhoe, 1895
- M. praecipua Walker, 1865
- M. ruficeps Hampson, 1895
- M. rufipalpis Hampson, 1926
- M. striata Hampson, 1926
- M. sumatrana Kobes, 1983
- M. variata Robinson, 1969
- M. zopheropa Turner, 1909